# NGC 5466
NGC 5466 (другое обозначение — GCL 27) — шаровое скопление в созвездии Волопас. Включает около 50 тыс. звёзд, расстояние от Земли — 76 тыс. световых лет. У скопления обнаружены S-образные приливные «хвосты», образованные составляющими его звёздами, которые сформировались под действием гравитации нашей галактики. В 2006 г. было опубликовано сообщение о прослеживании этих хвостов на протяжении 45°: на проекции орбиты скопления на небесную сферу было обнаружено ~150 звёзд с характеристиками, близкими характеристикам представителей ветви голубых гигантов (т. н. blue stragglers) диаграммы Герцшпрунга-Рассела шаровых скоплений.
В российских СМИ появлялись неверные сообщения о том, что структура NGC 5466 (названного в этих сообщениях «NGS 5466») представляет собой двойную спираль.
Этот объект входит в число перечисленных в оригинальной редакции «Нового общего каталога».